# Wolfgang Bodenbender
Wolfgang Bodenbender (* 14. Dezember 1935 in Wiedenbrück; † 3. März 2025) war ein deutscher Verwaltungsbeamter und Politiker (SPD).

## Leben
Bodenbender war ab 1951 als Hilfsarbeiter in Webereien und Möbelfabriken tätig und machte 1955 ein Praktikum bei der Arbeiterwohlfahrt (AWO) in Altenessen. Danach absolvierte Bodenbender eine Ausbildung zum staatlich diplomierten Wohlfahrtspfleger.
In den Jahren 1959 bis 1961 war er als Fürsorger bei der Stadt Offenbach am Main und der Arbeiterwohlfahrt in Duisburg tätig. Über das Berlin-Kolleg machte er sein Abitur. Im Anschluss studierte er von 1961 bis 1968 Politologie und Sozialwissenschaften an der Universität Frankfurt am Main, wo er seinen Abschluss als Diplom-Sozialwissenschaftler machte und im Jahr 1970 zum Dr. rer. pol. über das Thema Zur Finanzierungsproblematik der freigemeinnützigen sozialen Einrichtungen promovierte.
Bodenbender war mit einer Lehrerin verheiratet und hatte zwei Kinder, darunter die Schauspielerin Silke Bodenbender.
Wolfgang Bodenbender starb am 3. März 2025 im Alter von 89 Jahren.

## Berufliche Tätigkeit
Als Referent der SPD-Bundestagsfraktion war er für den Bereich Sozialpolitik zuständig. Im Bundesministerium für Arbeit und Sozialordnung war er ab 1973 als Unterabteilungsleiter für Sozialpolitik tätig, bevor er im Jahr 1979 zum Ministerialdirektor und Abteilungsleiter für Arbeitsmarktpolitik befördert wurde.
Bodenbender war ab 1959 Mitglied der Arbeiterwohlfahrt (AWO). Von 1983 bis 1988 war er Geschäftsführer des AWO-Bezirksverbandes Westliches Westfalen.
Von 1988 bis 1997 amtierte Bodenbender als Staatssekretär im Ministerium für Arbeit, Gesundheit und Soziales des Landes Nordrhein-Westfalen. Er war später Leiter der Gesellschaft für Organisationsberatung in der Sozialen Arbeit mbH (GOS) Berlin und war dort als Seniorexperte tätig.

## Schriften
- Zur Finanzierungsproblematik der freigemeinnützigen sozialen Einrichtungen (Dissertation), 1970.